# Diogenes lanaris
Diogenes lanaris is een tienpotigensoort uit de familie van de Diogenidae. De wetenschappelijke naam van de soort is voor het eerst geldig gepubliceerd in 1937 door Yap-Chiongco, in Estampador.